# Men's Olympic Downhill
La Men's Olympic Downhill è una pista sciistica che si trova a Lake Louise, stazione sciistica in Canada. Sul pendio si svolgono prove di discesa libera e supergigante, sia maschili sia femminili, della Coppa del Mondo di sci alpino a partire dalla stagione 2001-2002.

## Podi
Si riportano i podi relativi alle massime competizioni internazionali disputati sulla Men's Olympic Downhill.

### Uomini

#### Discesa libera
| Data             | Competizione         | Primo                   | Secondo                                | Terzo                      |           |
| ---------------- | -------------------- | ----------------------- | -------------------------------------- | -------------------------- | --------- |
| 30 novembre 2002 | Coppa del Mondo 2003 | Stephan Eberharter      | Hannes Trinkl                          | Kjetil André Aamodt        |           |
| 29 novembre 2003 | Coppa del Mondo 2004 | Michael Walchhofer      | Erik Guay                              | Antoine Dénériaz           |           |
| 27 novembre 2004 | Coppa del Mondo 2005 | Bode Miller             | Antoine Dénériaz                       | Michael Walchhofer         |           |
| 26 novembre 2005 | Coppa del Mondo 2006 | Fritz Strobl            | Kjetil André Aamodt                    | Marco Büchel               |           |
| 25 novembre 2006 | Coppa del Mondo 2007 | Marco Büchel            | Manuel Osborne-Paradis                 | Peter Fill                 |           |
| 24 novembre 2007 | Coppa del Mondo 2008 | Jan Hudec               | Marco Sullivan                         | Andreas Buder              |           |
| 29 novembre 2008 | Coppa del Mondo 2009 | Peter Fill              | Carlo Janka                            | Hans Olsson                |           |
| 28 novembre 2009 | Coppa del Mondo 2010 | Didier Cuche            | Werner Heel                            | Carlo Janka                |           |
| 27 novembre 2010 | Coppa del Mondo 2011 | Michael Walchhofer      | Mario Scheiber Aksel Lund Svindal      |                            |           |
| 26 novembre 2011 | Coppa del Mondo 2012 | Didier Cuche            | Beat Feuz                              | Hannes Reichelt            |           |
| 24 novembre 2012 | Coppa del Mondo 2013 | Aksel Lund Svindal      | Max Franz                              | Klaus Kröll Marco Sullivan |           |
| 30 novembre 2013 | Coppa del Mondo 2014 | Dominik Paris           | Klaus Kröll                            | Adrien Théaux              |           |
| 29 novembre 2014 | Coppa del Mondo 2015 | Kjetil Jansrud          | Guillermo Fayed Manuel Osborne-Paradis |                            |           |
| 28 novembre 2015 | Coppa del Mondo 2016 | Aksel Lund Svindal      | Peter Fill                             | Travis Ganong              |           |
| 26 novembre 2016 | Coppa del Mondo 2017 | annullata               | annullata                              | annullata                  | annullata |
| 25 novembre 2017 | Coppa del Mondo 2018 | Beat Feuz               | Matthias Mayer                         | Aksel Lund Svindal         |           |
| 24 novembre 2018 | Coppa del Mondo 2019 | Max Franz               | Christof Innerhofer                    | Dominik Paris              |           |
| 30 novembre 2019 | Coppa del Mondo 2020 | Thomas Dreßen           | Dominik Paris                          | Beat Feuz Carlo Janka      |           |
| 2020             | non disputata        | non disputata           | non disputata                          | non disputata              |           |
| 26 novembre 2021 | Coppa del Mondo 2022 | annullata               | annullata                              | annullata                  | annullata |
| 27 novembre 2021 | Coppa del Mondo 2022 | Matthias Mayer          | Vincent Kriechmayr                     | Beat Feuz                  |           |
| 26 novembre 2022 | Coppa del Mondo 2023 | Aleksander Aamodt Kilde | Daniel Hemetsberger                    | Marco Odermatt             |           |

#### Supergigante
| Data             | Competizione         | Primo                  | Secondo                 | Terzo                             |           |
| ---------------- | -------------------- | ---------------------- | ----------------------- | --------------------------------- | --------- |
| 1º dicembre 2002 | Coppa del Mondo 2003 | Stephan Eberharter     | Josef Strobl            | Didier Cuche                      |           |
| 30 novembre 2003 | Coppa del Mondo 2004 | Hermann Maier          | Michael Walchhofer      | Stephan Eberharter                |           |
| 28 novembre 2004 | Coppa del Mondo 2005 | Bode Miller            | Hermann Maier           | Michael Walchhofer                |           |
| 27 novembre 2005 | Coppa del Mondo 2006 | Aksel Lund Svindal     | Benjamin Raich          | Daron Rahlves                     |           |
| 26 novembre 2006 | Coppa del Mondo 2007 | John Kucera            | Mario Scheiber          | Patrik Järbyn                     |           |
| 25 novembre 2007 | Coppa del Mondo 2008 | Aksel Lund Svindal     | Benjamin Raich          | Didier Cuche                      |           |
| 30 novembre 2008 | Coppa del Mondo 2009 | Hermann Maier          | John Kucera             | Didier Cuche                      |           |
| 29 novembre 2009 | Coppa del Mondo 2010 | Manuel Osborne-Paradis | Benjamin Raich          | Michael Walchhofer                |           |
| 28 novembre 2010 | Coppa del Mondo 2011 | Tobias Grünenfelder    | Didier Cuche            | Romed Baumann                     |           |
| 27 novembre 2011 | Coppa del Mondo 2012 | Aksel Lund Svindal     | Didier Cuche            | Adrien Théaux                     |           |
| 25 novembre 2012 | Coppa del Mondo 2013 | Aksel Lund Svindal     | Adrien Théaux           | Joachim Puchner                   |           |
| 1º dicembre 2013 | Coppa del Mondo 2014 | Aksel Lund Svindal     | Matthias Mayer          | Georg Streitberger                |           |
| 30 novembre 2014 | Coppa del Mondo 2015 | Kjetil Jansrud         | Matthias Mayer          | Dominik Paris                     |           |
| 29 novembre 2015 | Coppa del Mondo 2016 | Aksel Lund Svindal     | Matthias Mayer          | Peter Fill                        |           |
| 27 novembre 2016 | Coppa del Mondo 2017 | annullato              | annullato               | annullato                         | annullato |
| 26 novembre 2017 | Coppa del Mondo 2018 | Kjetil Jansrud         | Max Franz               | Hannes Reichelt                   |           |
| 25 novembre 2018 | Coppa del Mondo 2019 | Kjetil Jansrud         | Vincent Kriechmayr      | Mauro Caviezel                    |           |
| 1º dicembre 2019 | Coppa del Mondo 2020 | Matthias Mayer         | Dominik Paris           | Mauro Caviezel Vincent Kriechmayr |           |
| 2020             | non disputato        | non disputato          | non disputato           | non disputato                     |           |
| 28 novembre 2021 | Coppa del Mondo 2022 | annullato              | annullato               | annullato                         | annullato |
| 26 novembre 2022 | Coppa del Mondo 2023 | annullato              | annullato               | annullato                         | annullato |
| 27 novembre 2022 | Coppa del Mondo 2023 | Marco Odermatt         | Aleksander Aamodt Kilde | Matthias Mayer                    |           |

### Donne

#### Discesa libera
| Data             | Competizione         | Prima              | Seconda               | Terza                       |
| ---------------- | -------------------- | ------------------ | --------------------- | --------------------------- |
| 29 novembre 2001 | Coppa del Mondo 2002 | Isolde Kostner     | Michaela Dorfmeister  | Corinne Rey-Bellet          |
| 30 novembre 2001 | Coppa del Mondo 2002 | Isolde Kostner     | Sylviane Berthod      | Michaela Dorfmeister        |
| 6 dicembre 2002  | Coppa del Mondo 2003 | Hilde Gerg         | Carole Montillet      | Kirsten Clark               |
| 7 dicembre 2002  | Coppa del Mondo 2003 | Carole Montillet   | Corinne Rey-Bellet    | Renate Götschl              |
| 5 dicembre 2003  | Coppa del Mondo 2004 | Carole Montillet   | Hilde Gerg            | Kirsten Clark               |
| 6 dicembre 2003  | Coppa del Mondo 2004 | Carole Montillet   | Michaela Dorfmeister  | Renate Götschl              |
| 3 dicembre 2004  | Coppa del Mondo 2005 | Lindsey Vonn       | Carole Montillet      | Hilde Gerg                  |
| 4 dicembre 2004  | Coppa del Mondo 2005 | Hilde Gerg         | Renate Götschl        | Carole Montillet            |
| 2 dicembre 2005  | Coppa del Mondo 2006 | Elena Fanchini     | Michaela Dorfmeister  | Alexandra Meissnitzer       |
| 3 dicembre 2005  | Coppa del Mondo 2006 | Lindsey Vonn       | Sylviane Berthod      | Michaela Dorfmeister        |
| 1º dicembre 2006 | Coppa del Mondo 2007 | Maria Riesch       | Lindsey Vonn          | Nadia Fanchini              |
| 2 dicembre 2006  | Coppa del Mondo 2007 | Lindsey Vonn       | Renate Götschl        | Anja Pärson                 |
| 1º dicembre 2007 | Coppa del Mondo 2008 | Lindsey Vonn       | Renate Götschl        | Britt Janyk                 |
| 5 dicembre 2008  | Coppa del Mondo 2009 | Lindsey Vonn       | Nadia Fanchini        | Maria Riesch                |
| 6 dicembre 2008  | Coppa del Mondo 2009 | annullata          | annullata             | annullata                   |
| 4 dicembre 2009  | Coppa del Mondo 2010 | Lindsey Vonn       | Emily Brydon          | Maria Riesch                |
| 5 dicembre 2009  | Coppa del Mondo 2010 | Lindsey Vonn       | Maria Riesch          | Emily Brydon                |
| 3 dicembre 2010  | Coppa del Mondo 2011 | Maria Riesch       | Lindsey Vonn          | Elisabeth Görgl             |
| 4 dicembre 2010  | Coppa del Mondo 2011 | Maria Riesch       | Lindsey Vonn          | Dominique Gisin             |
| 2 dicembre 2011  | Coppa del Mondo 2012 | Lindsey Vonn       | Tina Weirather        | Dominique Gisin             |
| 3 dicembre 2011  | Coppa del Mondo 2012 | Lindsey Vonn       | Marie Marchand-Arvier | Elisabeth Görgl             |
| 30 novembre 2012 | Coppa del Mondo 2013 | Lindsey Vonn       | Stacey Cook           | Maria Riesch Tina Weirather |
| 1º dicembre 2012 | Coppa del Mondo 2013 | Lindsey Vonn       | Stacey Cook           | Marianne Abderhalden        |
| 6 dicembre 2013  | Coppa del Mondo 2014 | Maria Riesch       | Marianne Abderhalden  | Elena Fanchini              |
| 7 dicembre 2013  | Coppa del Mondo 2014 | Maria Riesch       | Tina Weirather        | Anna Fenninger              |
| 5 dicembre 2014  | Coppa del Mondo 2015 | Tina Maze          | Anna Fenninger        | Tina Weirather              |
| 6 dicembre 2014  | Coppa del Mondo 2015 | Lindsey Vonn       | Stacey Cook           | Julia Mancuso               |
| 4 dicembre 2015  | Coppa del Mondo 2016 | Lindsey Vonn       | Cornelia Hütter       | Ramona Siebenhofer          |
| 5 dicembre 2015  | Coppa del Mondo 2016 | Lindsey Vonn       | Fabienne Suter        | Cornelia Hütter             |
| 2 dicembre 2016  | Coppa del Mondo 2017 | Ilka Štuhec        | Sofia Goggia          | Kajsa Kling                 |
| 3 dicembre 2016  | Coppa del Mondo 2017 | Ilka Štuhec        | Lara Gut              | Edit Miklós                 |
| 1º dicembre 2017 | Coppa del Mondo 2018 | Cornelia Hütter    | Tina Weirather        | Mikaela Shiffrin            |
| 2 dicembre 2017  | Coppa del Mondo 2018 | Mikaela Shiffrin   | Viktoria Rebensburg   | Michelle Gisin              |
| 30 novembre 2018 | Coppa del Mondo 2019 | Nicole Schmidhofer | Michelle Gisin        | Kira Weidle                 |
| 1º dicembre 2018 | Coppa del Mondo 2019 | Nicole Schmidhofer | Cornelia Hütter       | Michelle Gisin              |
| 6 dicembre 2019  | Coppa del Mondo 2020 | Ester Ledecká      | Corinne Suter         | Stephanie Venier            |
| 7 dicembre 2019  | Coppa del Mondo 2020 | Nicole Schmidhofer | Mikaela Shiffrin      | Francesca Marsaglia         |
| 2020             | non disputata        | non disputata      | non disputata         | non disputata               |
| 3 dicembre 2021  | Coppa del Mondo 2022 | Sofia Goggia       | Breezy Johnson        | Mirjam Puchner              |
| 4 dicembre 2021  | Coppa del Mondo 2022 | Sofia Goggia       | Breezy Johnson        | Corinne Suter               |
| 2 dicembre 2022  | Coppa del Mondo 2023 | Sofia Goggia       | Corinne Suter         | Cornelia Hütter             |
| 3 dicembre 2022  | Coppa del Mondo 2023 | Sofia Goggia       | Nina Ortlieb          | Corinne Suter               |

#### Supergigante
| Data             | Competizione         | Prima                 | Seconda                           | Terza                   |
| ---------------- | -------------------- | --------------------- | --------------------------------- | ----------------------- |
| 1º dicembre 2001 | Coppa del Mondo 2002 | Petra Haltmayr        | Carole Montillet                  | Caroline Lalive         |
| 8 dicembre 2002  | Coppa del Mondo 2003 | Karen Putzer          | Martina Ertl                      | Carole Montillet        |
| 7 dicembre 2003  | Coppa del Mondo 2004 | Renate Götschl        | Michaela Dorfmeister              | Hilde Gerg              |
| 5 dicembre 2004  | Coppa del Mondo 2005 | Michaela Dorfmeister  | Renate Götschl                    | Lindsey Vonn            |
| 4 dicembre 2005  | Coppa del Mondo 2006 | Alexandra Meissnitzer | Andrea Fischbacher                | Michaela Dorfmeister    |
| 3 dicembre 2006  | Coppa del Mondo 2007 | Renate Götschl        | Lindsey Vonn                      | Kelly VanderBeek        |
| 2 dicembre 2007  | Coppa del Mondo 2008 | Martina Schild        | Maria Riesch                      | Jessica Lindell Vikarby |
| 7 dicembre 2008  | Coppa del Mondo 2009 | Nadia Fanchini        | Andrea Fischbacher Fabienne Suter |                         |
| 6 dicembre 2009  | Coppa del Mondo 2010 | Elisabeth Görgl       | Lindsey Vonn                      | Ingrid Jacquemod        |
| 5 dicembre 2010  | Coppa del Mondo 2011 | Lindsey Vonn          | Maria Riesch                      | Julia Mancuso           |
| 4 dicembre 2011  | Coppa del Mondo 2012 | Lindsey Vonn          | Anna Fenninger                    | Julia Mancuso           |
| 2 dicembre 2012  | Coppa del Mondo 2013 | Lindsey Vonn          | Julia Mancuso                     | Anna Fenninger          |
| 8 dicembre 2013  | Coppa del Mondo 2014 | Lara Gut              | Tina Weirather                    | Anna Fenninger          |
| 7 dicembre 2014  | Coppa del Mondo 2015 | Lara Gut              | Lindsey Vonn                      | Tina Maze               |
| 6 dicembre 2015  | Coppa del Mondo 2016 | Lindsey Vonn          | Tamara Tippler                    | Cornelia Hütter         |
| 4 dicembre 2016  | Coppa del Mondo 2017 | Lara Gut              | Tina Weirather                    | Sofia Goggia            |
| 3 dicembre 2017  | Coppa del Mondo 2018 | Tina Weirather        | Lara Gut                          | Nicole Schmidhofer      |
| 2 dicembre 2018  | Coppa del Mondo 2019 | Mikaela Shiffrin      | Ragnhild Mowinckel                | Viktoria Rebensburg     |
| 8 dicembre 2019  | Coppa del Mondo 2020 | Viktoria Rebensburg   | Nicol Delago                      | Corinne Suter           |
| 2020             | non disputata        | non disputata         | non disputata                     | non disputata           |
| 5 dicembre 2021  | Coppa del Mondo 2022 | Sofia Goggia          | Lara Gut                          | Mirjam Puchner          |
| 4 dicembre 2022  | Coppa del Mondo 2023 | Corinne Suter         | Cornelia Hütter                   | Ragnhild Mowinckel      |